# Robert Sanders, 1. Baron Bayford

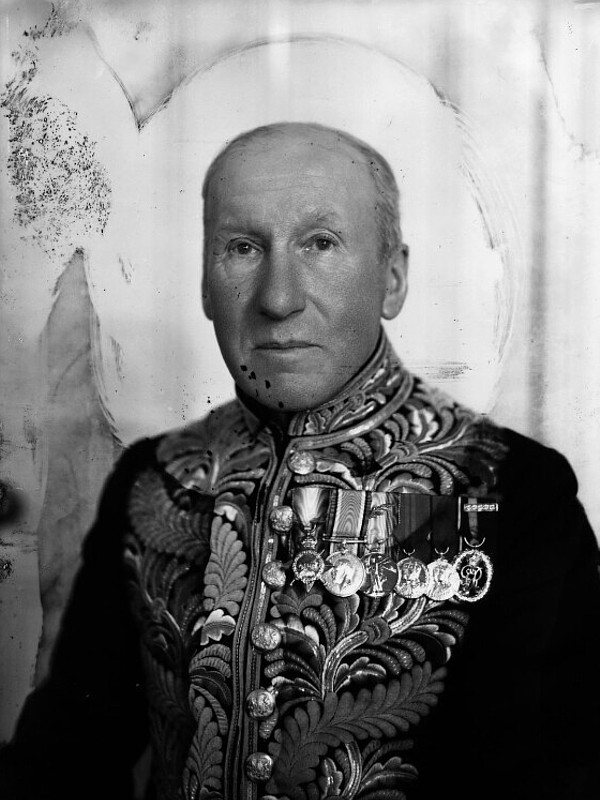
Robert Sanders, 1. Baron Bayford, 1937

Robert Arthur Sanders, 1. Baron Bayford, PC (* 20. Juni 1867 in London; † 24. Februar 1940) war ein britischer Politiker der Liberalen Unionisten sowie später der Conservative Party, der zwischen 1910 und 1923 sowie erneut von 1924 bis 1929 Mitglied des Unterhauses (House of Commons) war. 1920 wurde er als Baronet geadelt und bekleidete zwischen 1922 und 1924 das Amt als Minister für Landwirtschaft und Fischerei. 1929 wurde er zum Baron Bayford erhoben und war dadurch bis zu seinem Tode Mitglied im Oberhaus (House of Lords).

## Leben

### Rechtsanwalt, Angeordneter des Unterhauses und Erster Weltkrieg
Robert Arthur Sanders, Sohn von Arthur Sanders und dessen Ehefrau Isabella Synge, besuchte von 1881 bis 1886 die renommierte 1572 gegründete Harrow School und begann danach ein Studium am Balliol College der University of Oxford, das er 1890 mit einem Master of Arts (M.A.) beendete. Im Anschluss wurde er 1891 bei der Anwaltskammer (Inns of Court) von Inner Temple als Barrister-at-Law zugelassen und nahm daraufhin eine Tätigkeit als Rechtsanwalt auf. Er fungierte zwischen 1895 und 1907 als Master der Devon and Somerset Staghounds.
Bei der Wahl vom 15. Januar bis 10. Februar 1910 wurde Sanders für die Liberalen Unionisten erstmals zum Mitglied des Unterhauses (House of Commons) gewählt und vertrat in diesem zunächst bis zum 6. Dezember 1923 den Wahlkreis Bridgwater. Er fungierte zu Beginn seiner Parlamentszugehörigkeit zwischen 1911 und 1915 als Parlamentarischer Geschäftsführer (Whip) der Fraktion der Liberalen Unionisten. Daneben diente er im Freiwilligenregiment der Royal North Devon Yeomanry und wurde am 13. Mai 1911 zum Oberstleutnant (Lieutenant-Colonel) befördert. Während des Ersten Weltkrieges fand er Verwendungen in Ägypten sowie Palästina und wurde für seine militärischen Verdienste während der Schlacht von Gallipoli (19. Februar 1915 bis 9. Januar 1916) im Kriegsbericht erwähnt (Mentioned in dispatches).

### Baronet, Minister und Oberhausmitglied
Seine ersten Regierungsämter übernahm Robert Sanders in der Regierung Lloyd George und war zunächst vom 11. Juni 1918 bis 5. Februar 1919 Schatzmeister des Königlichen Haushalts (Treasurer of the Household) sowie im Anschluss zwischen 5. Februar 1919 und dem 1. April 1921 (Lord of the Treasury). Während dieser Zeit wurde er am 28. Januar 1920 zum erblichen Baronet, of Bayford in the County of Somerset, erhoben. Zuletzt war er in der Regierung Lloyd George vom 1. April 1921 bis zum 22. Oktober 1922 Unterstaatssekretär im Kriegsministerium (Under-Secretary of State for War)und bekleidete als solcher auch das Amt des Vizepräsidenten des Heeresrates (Vice-President of the Army Council). Im darauf folgenden Kabinett Bonar Law war er zwischen dem 23. Oktober 1922 und dem 20. Mai 1923 Minister für Landwirtschaft und Fischerei (Minister of Agriculture and Fisheries). Am 25. Oktober 1922 wurde er zum Mitglied des Geheimen Kronrates (Privy Council) berufen. Das Amt des Ministers für Landwirtschaft und Fischerei bekleidete er vom 22. Mai 1923 bis zum 23. Januar 1924 auch in der ersten Regierung Baldwin.
Bei der Wahl vom 29. Oktober 1924 wurde Sanders wieder zum Mitglied des House of Commons gewählt, in dem er nunmehr bis zum 30. Mai 1929 den Wahlkreis Wells vertrat. Während dieser Zeit war er zwischen 1928 und 1937 Honorary Colonel der zur Royal Artillery der Territorialarmee gehörenden 96th (Royal Devon Yeomanry) Field Brigade. Nach seinem Ausscheiden aus dem Unterhaus wurde er durch ein Letters Patent vom 18. Juni 1929 in der Peerage of the United Kingdom zum erblichen Baron Bayford, of Stoke Trister in the County of Somerset, erhoben und war dadurch bis zu seinem Tode am 24. Februar 1940 Mitglied dem Oberhaus (House of Lords). Er war ferner zeitweise Vorsitzender des Rates der Grafschaft Somerset (Somerset County Council).
Aus seiner am 3. August 1893 geschlossenen Ehe mit Lucy Sophia Halliday gingen ein Sohn und zwei Töchter hervor. Da sein einziger Sohn Arthur Thomas Sanders bereits am 22. November 1920 verstorben war, erloschen mit seinem Tod am 24. Februar 1940 seine beiden Adelstitel.